# Мизерк, Ги
Ги Мизерк (фр. Guy Miserque, 16 июля 1945, Фруашапель, Бельгия — 9 апреля 2020) — бельгийский хоккеист (хоккей на траве), нападающий.

## Биография
Ги Мизерк родился 16 июля 1945 года в бельгийской коммуне Фруашапель.
Начал играть в хоккей на траве в возрасте 8-9 лет. Выступал за «Парк Волюве», в составе которого выиграл Кубок Бельгии 1964 года. С 1969 года играл за «Юккль», став 10-кратным чемпионом страны. Трижды играл в финале Кубка европейских чемпионов в 1976, 1977 и 1984 годах.
В 1964 году вошёл в состав сборной Бельгии по хоккею на траве на Олимпийских играх в Токио, поделившей 11-12-е места. Играл на позиции нападающего, провёл 5 матчей, забил 2 мяча (по одному в ворота сборных Гонконга и Малайзии).
В 1966 году получил приз «Золотая клюшка» лучшему хоккеисту Бельгии.
В 1968 году вошёл в состав сборной Бельгии по хоккею на траве на Олимпийских играх в Мехико, занявшей 9-е место. Играл на позиции нападающего, провёл 8 матчей, забил 1 мяч в ворота сборной Франции.
В 1972 году вошёл в состав сборной Бельгии по хоккею на траве на Олимпийских играх в Мюнхене, занявшей 10-е место. Играл на позиции нападающего, провёл 8 матчей, забил 2 мяча (по одному в ворота сборных ФРГ и Малайзии).
В 1976 году вошёл в состав сборной Бельгии по хоккею на траве на Олимпийских играх в Монреале, занявшей 9-е место. Играл на позиции нападающего, провёл 6 матчей, забил 1 мяч в ворота сборной Новой Зеландии.
В 1980 году должен был выступать на летних Олимпийских играх в Москве, однако Бельгия бойкотировала их.
В течение карьеры провёл за сборную Бельгии 190 матчей.
Работал учителем физкультуры.
Умер 9 апреля 2020 года после продолжительной болезни.